# Via Nerva
Als Via Nerva (auch Via Nerva-Traiana) wird ein Teilstück der Römerstraße entlang der nordafrikanischen Mittelmeerküste bezeichnet, das seinen Ursprung in Carthago (Karthago) hatte und über Thenis und Leptis Magna (Leptis Magna) nach Alexandria führte. Weitere bedeutende Städte im Verlauf der rund 2.800 km langen Strecke waren Oea (Tripolis), Sabratha (Sabrata) und Paraetonium (Marsa Matruh).
Es kann davon ausgegangen werden, dass die Namensgebung der Straße nicht in der Antike, sondern erst viel später im Rahmen der Geschichtsforschung erfolgte. Das Teilstück erhielt den Namen von Kaiser Nerva, der im Jahre 98 (kurz vor seinem Tod) den Bau der Straße veranlasst haben soll. Der manchmal verwendete Zusatz „Traiana“ erinnert an seinen Nachfolger Kaiser Trajan, der die Straße schließlich bis zum Jahre 113 vollenden ließ. 

## Verlauf
Das römische Reichsstraßenverzeichnis Itinerarium Antonini nennt für die Straße zwischen Karthago und Alexandria folgenden Verlauf:
- Carthagine
- Vina
- Putput
- Horrea Caelia
- Hadrumetum
- Lepti minus
- Tusdro
- Usula
- Thenis
- Macomadibus
- Celias
- Tacapas
- Agma
- Giti
- Ponte Zita
- Villa magna
- Villa privata
- Fisida
- Casas
- Sabrata
- Vax
- Ocea
- Megradi
- Minna
- Lepti magna
- Seggera
- Berge
- Base
- Thebunte
- Auziqua
- Annesel
- Auzui
- Astiagi
- Macomadibus Syrtis
- Iscina
- Tramaricio
- Aubereo
- Digdica
- Tugulus
- Banadedari
- Anabucis
- Tiniodiri
- Boreo
- Tinci Ausari
- Attici
- Chorotus
- Chaminos
- Beronice
- Adriane
- Teucira
- Ptolomais
- Semeros
- Lasamices
- Cyrene
- Limniade
- Darnis
- Hippon
- Mecira
- Badrin
- Ausufal
- Catabathmon
- Alexandria